# Szoboszlay Aladár
Szoboszlay Aladár (Temesvár, 1925. január 18. – Temesvár, 1958. szeptember 1.) erdélyi római katolikus lelkész. A „román állam megdöntésére irányuló szervezkedés” miatt az 1956-os forradalom után több társával együtt kivégezték.

## Élete
Szoboszlay Aladár 1925-ben született Temesvár-Mehalán, 1943-ban érettségizett Kolozsváron, majd 1948-ban pappá szentelték Temesváron. 1951 szeptemberig Pécskán szolgált. Ebben az időben megpróbálták beszervezni a békepapi mozgalomba, sikertelenül. 1951-ben Aradra helyezték segédlelkészként, ahol jórészt munkásságának köszönhetően egyetlen pap sem írta alá a békepapi felhívást. Emiatt 1952-ben a gyulafehérvári egyházi vezetés is hangot ad elégedetlenségének. Ezen felül nyíltan kiáll Róma mellett: "Nem tudjuk a Főtisztelendő Egyházmegyei Főhatóság szándékát az aradi helyzettel kapcsolatosan. De lehetséges, hogy épp ezt a helyzetet szeretné megváltoztatni. Hallottunk más körökből hozzánk intézett vádakat a Vatikánhoz fűződő érzelmeinkről, hiba, amin nem tudunk és nem is akarunk változtatni." 
Végül 1952 novemberében felsőbb nyomásra kérte áthelyezését Arad egyik külvárosába, a Mosóczy-telepi plébániára. A Gyulafehérvári püspökség és Szoboszlay közötti, tovább éleződő konfliktus folyományaként 1953. január 22-én A Szekuritáté dossziét nyit számára és 1953. május 12-én a püspökség felfüggeszti segédlelkészi állásából.
Felfüggesztése után szorosabbra fűződnek a kapcsolatai a Mária-Radnára internált ferencesekkel, akik felmentik a vádak alól és semmisnek tekintik a Gyulafehérvár által kimondott felfüggesztését, melyet olyanok mondtak ki, akiket a Vatikán el sem ismer. Az itt kialakult viták nyomán erősödik fel az ellentét a Temesvár és Gyulafehérvár között, illetve több esetben becsmérlik a Szekuritáté tevékenységét és nyíltan beszélnek a besúgói hálózatról, aminek következményeként 1953. október 20-án letartóztatják. 1954. február 9-én törvényellenesen gyakorolt papi tevékenység miatt hat hónap börtönre ítélik. Cserébe azért, hogy Szoboszlay visszavonja az egyház és egyházi személyek elleni vádjait, 1954. április 14-én kiszabadul a börtönből.
1954 őszétől Temesságra helyezik. A börtönben eltöltött idő és az ott szerzett élmények meghatározzák Szoboszlay életének további alakulását. Rájön, hogy az egyházra nem számíthat elképzelései megvalósításában, és csakis politikai téren lehet változásokat elérni. Az 1954-1957 között időszakban, bár gyakorolja papi hivatását, elsősorban politikai elképzeléseinek megvalósítására helyezi a hangsúlyt.
1956-ban Szoboszlay elkezdte írni Confederatio című művét, amelyben kifejtette nézeteit egy Arad központú, közös román-magyar konföderáció létrehozásáról. Már 1955-ben elkezdtek szervezkedni a konföderáció megvalósítására. Szoboszlay legfőbb segítője Reusz Klára mellett egy aradi román ügyvéd, Alexandru Fîntînaru lett, aki azt a feladatot kapta, hogy román tagokat toborozzon a mozgalom számára. Azt tervezték, hogy a magyar forradalommal egy időben Romániában is forradalmat bontakoztatnak ki. Fîntînaru felvette a kapcsolatot a Fogaras környékén bujkáló kommunistaellenes román partizánokkal, valamint a mozgalomba sikerült beszerveznie egy páncélos ezredest, akinek az lett volna a feladata, hogy egységeit Caracalból Bukarestbe vezesse és megszállja a stratégiailag legfontosabb épületeket, amihez felfegyverzett székely katonák is csatlakoztak volna.
Szoboszlaynak több Csíkszereda környéki embert is sikerült bevonni a szervezkedésbe, így  a mozgalom egyik központja hamarosan Csíkszereda lett. A Securitate viszonylag hamar tudomást szerzett az eseményekről. Egy „Iosif” álnevű ember jelentette fel a szervezkedőket, aki maga is be volt vonva a készülődésekbe. A Securitate emberei letartóztattak mintegy 300 személyt, majd Kolozsváron sor került a hírhedt Szoboszlay-perre. Tíz embert halálra ítéltek és kivégeztek. Öt embert életfogytiglanra ítéltek, és kiosztottak még 441 év kényszermunkát és 158 év börtönt. Ötvenhét embert ítéltek el. (Tófalvi Zoltán: 1956 erdélyi mártírjai I. alapján)
A rendszerváltás után Szoboszlay lánytestvére – Szoboszlay Alexandra – beadta a rehabilitációs kérelmet, de ezt a bíróság elutasította, három évnyi pereskedés után azonban 2010-ben a kolozsvári táblabíróság felmentette az ítélet alól társaival együtt.